# Cobalt (Missouri)
Pour les articles homonymes, voir Cobalt (homonymie).
Cobalt est un village du comté de Madison, dans le Missouri, aux États-Unis,. Situé au nord du comté, en banlieue sud de Fredericktown, il est incorporé en 1952. En 2016, la population est estimée à 226 habitants.

## Démographie
Lors du recensement de 2010, le village comptait une population de 226 habitants. Elle est estimée, en 2016, à 232 habitants.

## Source de la traduction
- (en) Cet article est partiellement ou en totalité issu de l’article de Wikipédia en anglais intitulé « Cobalt, Missouri » (voir la liste des auteurs).